# Dona amb vel
Dona amb vel (italià: La Velata) és una pintura a l'oli sobre tela (82x60,5 cm) de Raffaello, datada al voltant de 1516 i conservada a la Galeria Palatina del Palau Pitti de Florència.

## Història
L'obra es trobava a Florència a la casa del comerciant Matteo Botti, on la van veure Giorgio Vasari (Le Vite), Vincenzo Borghini (El Riposo, 1584) i el Bocchi (Belleses de Firenze, 1591). El 1619 va arribar a la col·lecció dels Medici a través de l'últim hereu de la família Botti. La data indicativa del 1516 correspon a la datació feta per la Galeria Palatina que conserva l'obra. En canvi la forquilla temporal a què es refereixen les discussions dels estudiosos és més àmplia, ja que la situen entre el 1512 i el 1518, tot i que hauria estat realitzada després de la Madonna Sixtina i la Dorotea de Sebastiano del Piombo; i abans de La Fornarina.
Traslladada al Palau Pitti en el 1622, la pintura fou inventariada amb alguns dubtes sobre l'autor. Inicialment fou atribuïda a Raffaello d'Urbino, encara que en poc temps fou descartat el seu nom. En època de Leopold II del Sacre Imperi Romanogermànic, va ser atribuïda a Joost Susterman, i va ser en el 1839 que el Passavant, notant la semblança de la protagonista amb la Verge de la Madonna Sixtina i amb una de les Sibille de Santa Maria de la Pau, ho va atribuir a Raffaello. Existia la hipòtesi que pogués tractar-se d'un retrat de La Fornarina, l'amant de Raffaello. Del mateix parer van ser Giovanni Morelli, Cavalcaselle, Gruyer i Ridolfi, mentre que opinaven el contrari Springer i Filippini. Els estudiosos del segle xix van assignar l'obra a la botiga de Sanzio, per les moltes repintades que impedien una avaluació puntual, però després de la restauració de la seva brillantor enlluernadora es va considerar l'obra plenament autògrafa, hipòtesi avui gairebé inqüestionable.

## Descripció

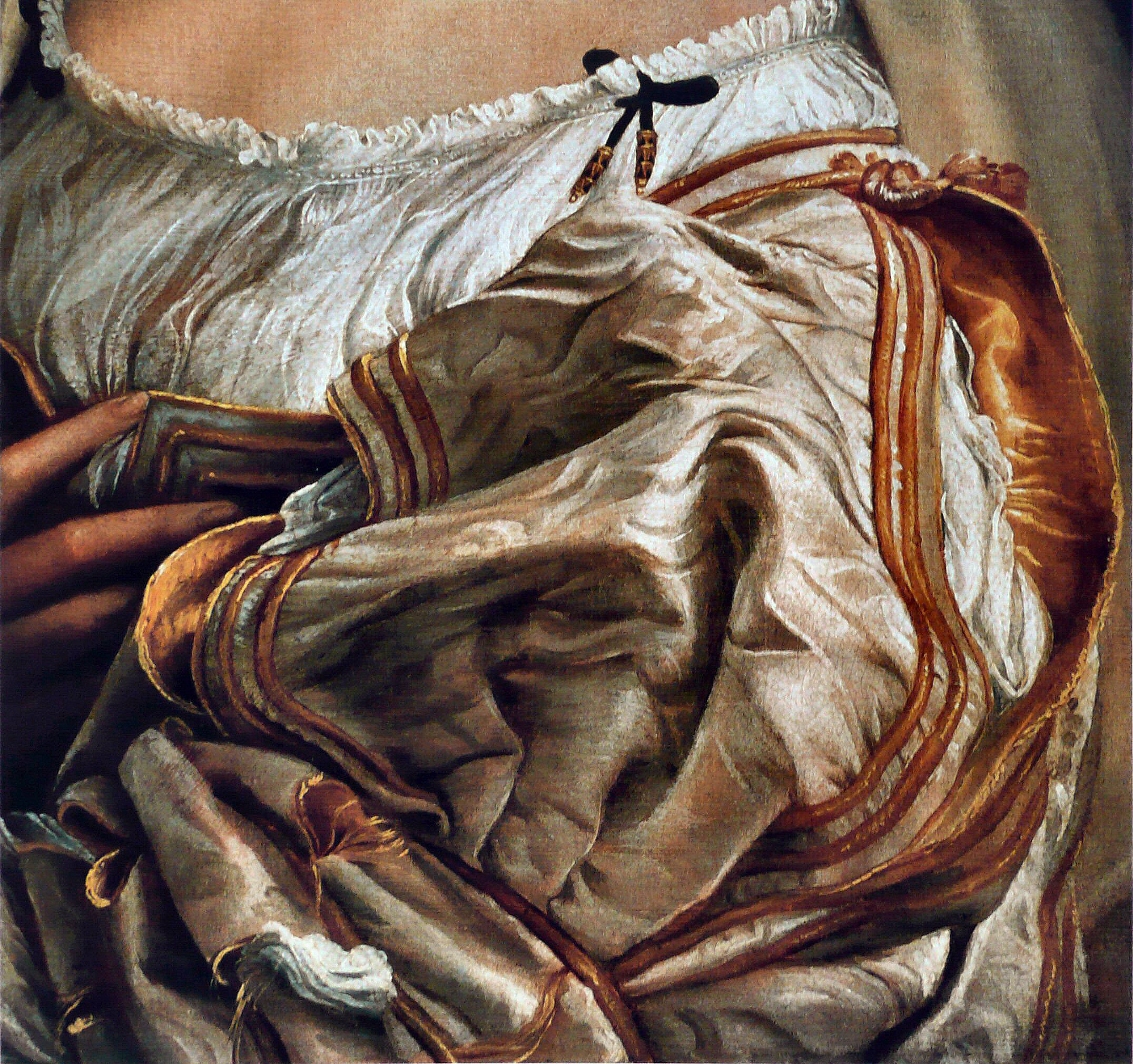
Detall de la màniga

Sobre un fons fosc una dona jove és retratada a mitja figura, girada tres quarts a l'esquerra. El títol tradicional deriva del cap amb vel, que suggereix una associació amb la Verge. El cap cobert amb vel era una prerrogativa de les dones casades amb fills. El braç esquerre és recolzat sobre un parapet hipotètic sota la vora inferior de la pintura, posant en evidència la màniga inflada, on la seda crea profunds plecs i reflexions polides d'extraordinària qualitat, amb precioses variacions de blanc sobre blanc.
Es pinta amb cura la representació de la camisa ondulada sobre el pit. El rostre, de pures línies, és emmarcat per la massa fosca dels cabells i per l'ombra del vel, amb efectes de sfumato derivats de l'exemple de Leonardo da Vinci. La dona porta la mà dreta al pit, un gest teatral que usualment indicava la devoció religiosa. Aquest posat molt particular sembla remetre a aquell anticipat per Sebastiano del Piombo en la seva Dorotea (1512)
Els brodats daurats, el collaret amb esmalts figurats, la diadema amb penjants de pedres precioses i amb una perla són senyal de l'alt estatus social de la dona retratada. La particular joia, "un penjant amb un robí de tall quadrat i un safir que acaba amb una perla, sovint un regal de compromís o casament" recorda el retrat de Maddalena Strozzi i està inclòs a la Fornarina amb l'ordre de les pedres invertit.
La composició de la Dona amb vel serà recuperada al Retrat femení (c.1520) atribuït a Giuliano Bugiardini del Museu Calouste Gulbenkian de Lisboa.

## Estil
Amb aquest retrat Raffaello va deixar enrere l'etapa florentina, on encara es podia sentir la influència de Leonardo i una plasticitat notable. A Dona amb vel, la brillantor és més àmplia i més tècnica. La idea de la cara emmarcada ressalta la intensitat de la mirada i la bellesa de la cara de la model, i després canvia l'enfocament, a través de jocs de línies de força, a la música incomparable de la màniga.